# 加治屋蓮
加治屋 蓮（かじや れん、1991年11月25日 - ）は、宮崎県串間市出身のプロ野球選手（投手）。右投右打。東北楽天ゴールデンイーグルス所属。

## 経歴

### プロ入り前
串間市立大束小学校3年生の時に同小学校の野球クラブで野球を始め、大束中学校では三塁手としてプレーした。
宮崎県立福島高校では1年生の秋に背番号18でベンチ入りし、2年生の秋にエースになったが、甲子園出場経験は無い。
JR九州3年目の第38回社会人野球日本選手権大会の2回戦において2番手で5回を投げ、被安打2、自責点0だった。4年目に第84回都市対抗野球大会の1回戦で先発登板し、4回を投げ被安打5、与四死球1、奪三振4、自責点2の成績だった。
2013年10月24日に行われたプロ野球ドラフト会議において、ドラフト1巡目で松井裕樹、杉浦稔大をそれぞれ重複抽選で外した福岡ソフトバンクホークスに指名され、契約金9000万円、年俸1500万円（金額は推定）で入団に合意した。背番号は14。
第39回社会人野球日本選手権大会では1回戦において2番手で登板し、3回を投げ被安打1、与四死球1、奪三振2、自責点0の成績だった。11月11日、右足の第3中足骨を疲労骨折しており、全治3か月と判明した。

### ソフトバンク時代

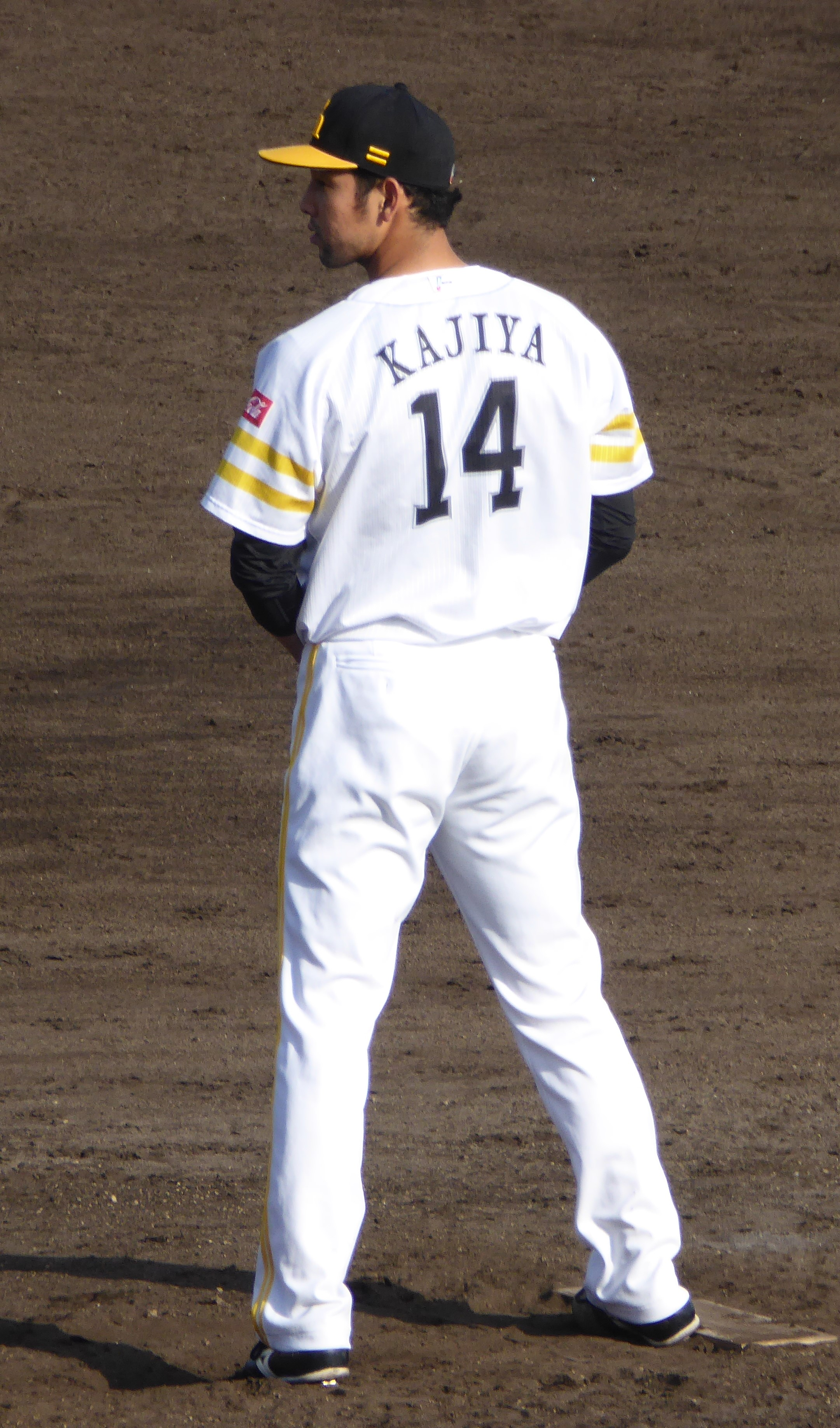
福岡ソフトバンクホークス時代
（2018年4月15日 鹿児島県立鴨池野球場）

2014年は、右肩を痛めた影響もあり一軍での登板は無く、二軍でも1試合で5回1/3を投げたのみだった。
2015年は、6月18日のウエスタン・リーグの対広島東洋カープ戦に2番手で登板し、3回を投げ無失点で二軍でのプロ初勝利を挙げた。二軍ではチーム最多の33試合に登板し、56回2/3を投げ9勝3敗3セーブ、防御率3.65の成績だった。シーズンオフに岡本健、上林誠知、真砂勇介、張本優大と共に、台湾で行われた「2015年アジアウインターベースボールリーグ」にNPB選抜として派遣された。
2016年は、8月23日に初めて出場選手登録され、26日の対千葉ロッテマリーンズ戦において9点リードの9回表に2番手でプロ初登板し、1回を投げ被安打3、奪三振1、1失点だった。また9月1日の対埼玉西武ライオンズ戦において登板機会を迎え、9回表1イニングを無安打に抑えた。一軍公式戦では上記の2試合に登板。二軍公式戦においては、29試合の登板で78イニングを投げ、4勝3敗1セーブ、防御率3.35の成績を残す。
2017年は、足首の捻挫で宮崎春季キャンプを離脱し出遅れたが、二軍公式戦5試合で4セーブの成績を残し、4月18日に一軍に昇格する。同月22日に行われた対東北楽天ゴールデンイーグルス5回戦においてリリーフとして同年初登板を迎えるが、松井稼頭央に通算200号となるソロ本塁打を、また5月25日に行われた対ロッテ12回戦において、井口資仁に通算250号となる2点本塁打を喫するなど結果が出ず、6月1日に一軍出場選手登録を抹消された。一軍公式戦登板は前年と同じくその2試合にとどまり、二軍公式戦において、主にクローザーとして42試合に登板し、55回2/3を投げ、2勝3敗、2ホールド、15セーブ、防御率3.23の成績を残す。
2018年は、セットアッパーを務めていた岩嵜翔が故障で離脱したことにより、セットアッパーとして定着、初めてオールスターゲームにも出場した。最終的に、前年岩嵜が記録したレギュラーシーズン最多登板の球団記録に並ぶ72試合に登板、4勝3敗31ホールド・防御率3.38の成績を残した。この年でプロ入り5年目ながら新人王の資格を有しており、新人王選考の記者投票では、有効投票258のうち、田中和基（112票）、山本由伸（70票）に次ぐ45票を集めた。
2019年は、春季キャンプから右肩痛でリハビリ調整をした。開幕直後は前年と同じくセットアッパーを任されたが、怪我の影響もあり務めることがほとんど出来なかった。結局30試合の登板にとどまり、防御率も6.00と不振だった。
2020年は、二軍で19試合に投げて1勝1敗2セーブ、防御率1.69の成績を挙げるも、一軍登板は僅か6試合、9-1と大量リードの場面で登板した1試合を除き全て敗戦試合での登板で、防御率も6.00に終わり、日本シリーズ終了後の11月26日、球団より戦力外通告を受けた。「体に不安はない。まだ野球をやりたいなとは思います」と現役続行の意思を示した。

### 阪神時代

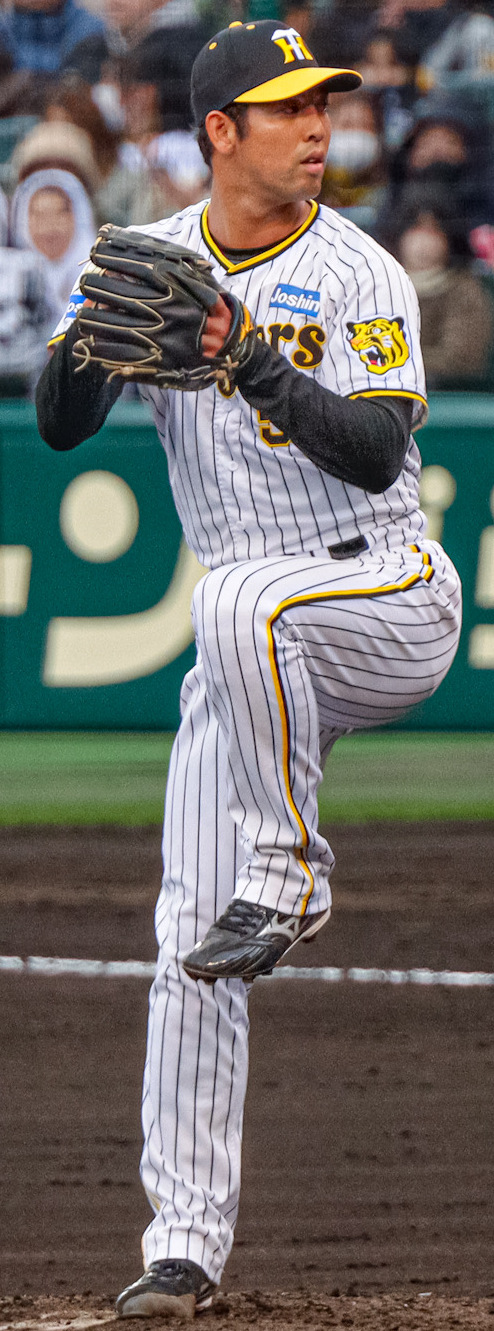
阪神タイガース時代
（2024年3月6日 阪神甲子園球場）

2020年の12球団合同トライアウトには不参加だったが、12月7日、中日ドラゴンズを戦力外になった鈴木翔太とともに阪神タイガースが獲得調査を進めていることが報じられた。同年のシーズン中から阪神の編成担当者は加治屋を調査しており、戦力外となった時点で獲得する方針を固めていたとされる。その後、翌8日に入団が正式に発表された。背番号は54、年俸2000万円で、12月15日に入団記者会見を行った。
2021年は、開幕一軍入りを果たし、3月26日の対東京ヤクルト第1回戦（開幕戦、明治神宮野球場）の7回裏二死三塁の場面で4番手の救援で登板、西浦直亨を打ち取って回を終わらせた後の8回表の攻撃で阪神が1点勝ち越し、その裏も回跨ぎで続投、一死を取ったところで降板。試合はそのまま阪神が勝ったために登板時点で勝ち越しの点が入った加治屋が勝利投手となった。だが4月18日のヤクルト戦を最後にシーズン一軍登板はなかった。
2022年は、前年を大きく上回る39試合に登板。防御率2.43を記録するなど、主に右のワンポイントとして安定した投球でブルペンを支えた。オフには倍増となる年俸3000万円で更改した。
2023年も、主に右のワンポイント、セットアッパーとして前年に続き安定した投球を披露。6月11日の対北海道日本ハムファイターズ第2回戦（エスコンフィールドHOKKAIDO）では2番手として1回を無失点に抑え開幕から22試合無失点とし、弓長起浩と吉野誠の持つ球団の開幕からの連続試合無失点記録を更新した。最終的に51試合に登板し、5年ぶりにシーズン50試合登板を達成した。12月2日、球団事務所で契約更改交渉に臨み、同年3000万円から倍増の年俸6000万円（推定）でサインした。
2024年は、二軍で29試合に登板し、2勝1敗2セーブ、防御率0.68と結果を出していたものの、一軍には定着できず、13試合の登板にとどまり、2勝0敗1ホールド、防御率4.50の成績だった。10月1日に2度目となる戦力外通告を受けた。

### 楽天時代
2024年11月16日、東北楽天ゴールデンイーグルスに入団することが発表された。背番号は41となった。

## 選手としての特徴
最速153km/hのストレート、カーブ、スライダー、カットボール、140km/h台の高速フォークなどの変化球を投げる。

## 人物
- 右投右打だが、日常生活では左利きである。
- ソフトバンク入団時、高校生時代にハーフのような顔つきがアメリカ合衆国のバラク・オバマ大統領（当時）に似ているということで「オバマ」のニックネームで呼ばれていたことを明かした[46]。このため、オバマ大統領のモノマネで知られるお笑い芸人のノッチが、自身のブログでエールを送った[47]。またソフトバンクに2017年から3シーズン在籍していたロベルト・スアレスと風貌が似ており、スアレスから「ヘイ、兄弟!」と呼びかけられていたという[48]。なお2021年は阪神で再びチームメイトになっていた。
- 2016年11月30日、自身の誕生日の11月25日に結婚したことが報じられた[49]。

## 詳細情報

### 年度別投手成績
| 年 度     | 球 団        | 登 板 | 先 発 | 完 投 | 完 封 | 無 四 球 | 勝 利 | 敗 戦 | セ 丨 ブ | ホ 丨 ル ド | 勝 率 | 打 者 | 投 球 回 | 被 安 打 | 被 本 塁 打 | 与 四 球 | 敬 遠 | 与 死 球 | 奪 三 振 | 暴 投 | ボ 丨 ク | 失 点 | 自 責 点 | 防 御 率 | W H I P |
| --------- | ------------ | ----- | ----- | ----- | ----- | -------- | ----- | ----- | -------- | ----------- | ----- | ----- | -------- | -------- | ----------- | -------- | ----- | -------- | -------- | ----- | -------- | ----- | -------- | -------- | ------- |
| 2016      | ソフトバンク | 2     | 0     | 0     | 0     | 0        | 0     | 0     | 0        | 0           | ----  | 9     | 2.0      | 3        | 0           | 1        | 0     | 0        | 1        | 0     | 0        | 1     | 1        | 4.50     | 2.00    |
| 2017      | ソフトバンク | 2     | 0     | 0     | 0     | 0        | 0     | 0     | 0        | 0           | ----  | 21    | 4.1      | 5        | 3           | 4        | 0     | 0        | 2        | 0     | 0        | 5     | 5        | 10.38    | 2.08    |
| 2018      | ソフトバンク | 72    | 0     | 0     | 0     | 0        | 4     | 3     | 0        | 31          | .571  | 284   | 66.2     | 67       | 5           | 25       | 5     | 4        | 53       | 3     | 0        | 25    | 25       | 3.38     | 1.38    |
| 2019      | ソフトバンク | 30    | 0     | 0     | 0     | 0        | 3     | 1     | 0        | 6           | .750  | 169   | 36.0     | 42       | 4           | 22       | 1     | 2        | 23       | 1     | 0        | 26    | 24       | 6.00     | 1.78    |
| 2020      | ソフトバンク | 6     | 0     | 0     | 0     | 0        | 0     | 0     | 0        | 0           | ----  | 30    | 6.0      | 10       | 1           | 3        | 0     | 1        | 2        | 0     | 0        | 4     | 4        | 6.00     | 2.17    |
| 2021      | 阪神         | 7     | 0     | 0     | 0     | 0        | 1     | 2     | 0        | 1           | .333  | 29    | 5.2      | 7        | 1           | 1        | 0     | 1        | 3        | 0     | 0        | 6     | 5        | 7.94     | 1.41    |
| 2022      | 阪神         | 39    | 0     | 0     | 0     | 0        | 0     | 2     | 0        | 7           | .000  | 128   | 29.2     | 26       | 1           | 13       | 2     | 1        | 30       | 1     | 0        | 8     | 8        | 2.43     | 1.31    |
| 2023      | 阪神         | 51    | 0     | 0     | 0     | 0        | 1     | 5     | 1        | 16          | .167  | 161   | 38.2     | 34       | 3           | 13       | 0     | 2        | 32       | 6     | 1        | 12    | 11       | 2.56     | 1.22    |
| 2024      | 阪神         | 13    | 0     | 0     | 0     | 0        | 2     | 0     | 0        | 1           | 1.000 | 54    | 12.0     | 11       | 0           | 7        | 0     | 1        | 12       | 2     | 0        | 8     | 6        | 4.50     | 1.50    |
| 通算：9年 | 通算：9年    | 222   | 0     | 0     | 0     | 0        | 11    | 13    | 1        | 62          | .409  | 885   | 201.0    | 205      | 18          | 89       | 8     | 12       | 158      | 13    | 1        | 95    | 89       | 3.99     | 1.46    |

- 2023年度シーズン終了時
- 各年度の太字はリーグ最高

### 年度別守備成績
| 年 度 | 球 団        | 投手  | 投手  | 投手  | 投手  | 投手  | 投手     |
| 年 度 | 球 団        | 試 合 | 刺 殺 | 補 殺 | 失 策 | 併 殺 | 守 備 率 |
| ----- | ------------ | ----- | ----- | ----- | ----- | ----- | -------- |
| 2016  | ソフトバンク | 2     | 1     | 1     | 0     | 1     | 1.000    |
| 2017  | ソフトバンク | 2     | 0     | 0     | 0     | 0     | ----     |
| 2018  | ソフトバンク | 72    | 3     | 15    | 1     | 0     | .947     |
| 2019  | ソフトバンク | 30    | 5     | 6     | 0     | 0     | 1.000    |
| 2020  | ソフトバンク | 6     | 0     | 1     | 0     | 0     | 1.000    |
| 2021  | 阪神         | 7     | 0     | 2     | 0     | 0     | 1.000    |
| 2022  | 阪神         | 39    | 1     | 7     | 0     | 0     | 1.000    |
| 2023  | 阪神         | 51    | 1     | 7     | 0     | 1     | 1.000    |
| 通算  | 通算         | 209   | 11    | 39    | 1     | 2     | .980     |

- 2023年度シーズン終了時
- 各年度の太字はリーグ最高

### 記録
初記録
- 初登板：2016年8月26日、対千葉ロッテマリーンズ20回戦（福岡 ヤフオク!ドーム）、9回表に2番手で救援登板・完了、1回を1失点
- 初奪三振：同上、アルフレド・デスパイネから空振り三振
- 初ホールド：2018年4月12日、対北海道日本ハムファイターズ3回戦（福岡 ヤフオク!ドーム）、7回表一死に3番手で救援登板、1/3回を無失点
- 初勝利：2018年5月29日、対阪神タイガース1回戦（阪神甲子園球場）、8回裏に5番手で救援登板、1回無失点
- 初セーブ：2023年5月27日、対読売ジャイアンツ7回戦（阪神甲子園球場）、9回表二死に5番手で救援登板・完了、1/3回無失点[50]

その他の記録
- 開幕から22試合連続無失点：2023年4月1日 - 6月10日 ※球団史上最長[51]
- オールスターゲーム出場：1回（2018年）

### 背番号
- 14（2014年[11] - 2020年）
- 54（2021年[36] - 2024年）
- 41（2025年[44] - ）